# Dýjafjall
Dýjafjall är ett berg i republiken Island. Det ligger i regionen Austurland, 400 km öster om huvudstaden Reykjavík. Toppen på Dýjafjall är 717 meter över havet. Dýjafjall ingår i Fagradalsfjöll.
Närmaste större samhälle är Vopnafjörður, omkring 18 kilometer väster om Dýjafjall. Trakten runt Dýjafjall består i huvudsak av gräsmarker.